# Luxiaria grisea
Luxiaria grisea är en fjärilsart som beskrevs av W. Warren 1895. Luxiaria grisea ingår i släktet Luxiaria och familjen mätare. Inga underarter finns listade i Catalogue of Life.